# Alexandru Vlahuță, Vrancea
Alexandru Vlahuță este un sat în comuna Dumbrăveni din județul Vrancea, Muntenia, România. Se află în partea de sud a județului,  în Subcarpații de Curbură.